# توتم و تابو
توتم و تابو (به آلمانی: Totem und Tabu) عنوان کتابی‌است از زیگموند فروید که در سال ۱۹۱۳ از مجموعهٔ چهار مقاله که پیش‌تر و نخستین‌بار در مجله به چاپ رسیده، نگارش شده‌است. این کتاب با ترجمه دکتر محمدعلی خنجی به فارسی ترجمه شده‌است.

## خلاصه کتاب
از دید فروید، انسان ابتدایی، در دستهٔ آغازین زندگی می‌کرد. این دسته متشکل از نری مسلط (پدر) بود که شماری از ماده‌ها را در انحصار خود داشت. این پدر نیرومند، پسران خود را از ماده‌ها دور نگاه می‌داشت. روزی این پسران متحد شده پدر را کشتند و سپس وی را خوردند. دلیل این آدم‌خواری، به نظر فروید این بود که آنها اعتقاد داشتند با خوردن قربانی، نیرو و قدرت وی را تصاحب خواهند کرد. پس از مدتی، آنها از عمل خویش پیشیمان شده و جهت کفارهٔ عمل خویش، دو ممنوعیت را ابداع کردند: یکی این که نمادی به صورت یک نوع حیوان را به جای پدر گذاشتند؛ این نماد، توتم است. برادران، خوردن حیوان توتمی را حرام اعلام کردند، و دیگر این که ازدواج درون گروهی را حرام کردند (تابو) و با تحریم ماده‌های آزاد شده، از ثمرات پیروزی‌شان چشم‌پوشی کردند.

## تأثیر پذیری از داروینیسم و توجه بیش از حد به مقولهٔ نفس
دکتر محمدعلی خنجی مترجم این اثر به پارسی، در مقدمهٔ آن با عنوان: «هشت پای داروینیسم و پرتگاه سیر آفاق از طریق سیر انفس» به نقد تأثیر نظریه اصالت انواع داروین و توجه بیش از حد به موضوع نفس انسان بر این اثر فروید می‌پردازد و می‌نویسد: «اگر فروید با آثار داروین آشنایی نمی‌داشت، احتمالاً امروز ارزش «توتم و تابو» بیش از آنچه هست می‌بود. می‌دانیم که صلاحیت داروین فقط به تاریخ طبیعی و چند رشتهٔ وابسته به آن محدود می‌شده‌است و خود او نیز بیش از این ادعایی نداشته‌است؛ زیرا از صفت خاص دانشمندان، یعنی فروتنی به حد کافی برخوردار بوده‌است؛ ولی افسوس که «داروینیسم» از این فروتنی نصیبی نبرده و برای خود حد و مرزی نشناخته‌است؛ چنان‌که هنوز چند صباحی از ولادتش نگذشته بود که با تجاوز به قلمروی علم اقتصاد، در آن لانه کرد و با این که یک قرن بر آن گذشته‌است، هنوز نتوانسته‌اند پایش را از ساحت این علم قطع کنند و عجیبتر آن که این هشت پای تنومند، توانسته‌است با چند خیز خود را به قلمروی روان‌شناسی(روان‌شناسی توده‌ها) و حتی نوشته‌های «روانکاوان» برساند!
در این مقام، مجال توضیح و بحث نیست و نیازی هم به آن نیست: خواننده با مطالعهٔ «توتم و تابو»، خود درمی یابد که فروید تا چه حد از «داروینیسم» متأثر بوده‌است و این امر تا چه اندازه به تحقیقات پر ارزش این دانشمند، زیان رسانده‌است. فروید در تشریح روابط جنسی و زناشویی بین انسانهای بدوی، جز به عامل «حسادت و غیرت» - آن هم فقط در مردان- به هیچ امر دیگر توجه نمی‌کند و این سبب شده‌است که در تحلیل خود، یک بنیاد عمومی و جهانی یعنی اشتراک متقابل روابط جنسی بین زن و مرد را که - بی استثناء- در تمام جماعات بدوی وجود داشته‌است، به دست فراموشی بسپارد. این بنیاد ابتدائی که میان جمیع اقوام عهد عتیق، از فنیقیان و سومریان و آشوریان و بابلیان و قبایل اسلاوی و ژرمنی و طوایف عرب گرفته تا قبایل ساکن آفریقا و سرخ پوستان آمریکایی، آثار آن به فراوانی دیده شده‌است و یک مرحلهٔ طبیعی و عمومی و قطعی در تاریخ جامعهٔ بشری به‌شمار می‌آید، به‌طور مطلق از نظر فروید و از بررسی‌های علمی او به دور مانده‌است و علت این غفلت در یک قسمت، تأثیر نامطلوب فرضیهٔ داروین راجع به جماعات بدوی است و در قسمت دیگر، ناشی از نحوهٔ دریافت فروید و زیاده روی او در توجه به نفس است. ضعف اخیر تنها مربوط به «توتم و تابو» نیست؛ بلکه در جمیع آثار فروید به چشم می‌خورد؛ به طوری که می‌توان آن را صفت ممیز «فرویدیسم» شناخت. گاه چنان می‌نماید که وی با سیر در انفس می‌خواهد سراسر «آفاق» را سیر کند و جمیع مسائل آن را توضیح دهد. شاید این واکنشی است در برابر بی‌توجهی پیشینیان به «نفس» و مسائل آن. در آثار فروید، گاه «آفاق» و «انفس» چنان به هم می‌آمیزند که تفکیک آن دو از یکدیگر ممکن نمی‌شود و این آمیختگی نیز همیشه به زیان «آفاق» تمام می‌شود و بخشی از آن غاصبانه به تصرف «انفس» در می‌آید. فروید براساس دریافت خاص خود و به کار بردن روش روانکاوی، در یک قسمت از بررسی‌های خویش به خوبی موفق شده و توانسته‌است اصل و نسبِ شیاطین و اجنه و اشباح و ارواح و عفاریت و ابالسه و پریان و دیوان و غولان را به درستی بازشناسد و جمیع «موجودات» غیرمادی را از خرد و کلان از پهنهٔ آفاق گردآورد و آنها را به درون «انفس» یعنی به اصل خود بازشان گرداند. این بخش از کار او واقعاً علمی، دقیق و داهیانه است و چنان است که جایی برای تردید و سؤال باقی نمی‌گذارد؛ ولی کار از آنجا عیب پیدا می‌کند که وی در صدد برمی آید ازهمین طریق به توضیح مسائلی بپردازد که جز با کمک گرفتن از علل «مادی- تاریخی» نمی‌توان آنها را توضیح داد. به گمان ما، اصل و منشأ بنیادهایی از قبیل «حرمت ازدواج با اقارب» و «انتقال ارث در نسل پدری به جای نسل مادری» و «اجتماع پدر سالاری» را نمی‌توان از طریق «سیر در انفس» تشخیص داد. فروید در جایی می‌نویسد: «... اگر تنها محرکهای مادی صرف را در نظر بگیریم به تنوع پرشکوه زندگی آدمی، خدشه وارد می‌شود.» این سخنی است صواب؛ ولی در این هم تردیدی نیست که اگر «محرکهای صرف مادی» را از حساب خارج کنیم، بر صحت مطلب خدشه وارد می‌شود؛ البته کسانی که در مقام توضیح هر یک از امور انسانی- اجتماعی، مستقیماً - و نه در آخرین تحلیل- به سراغ علل صرف مادی می‌روند و علت بی واسطه و مستقیم را از علت آخرین ونهانی تمیز نمی‌دهند، بی تردید کارشان به ساده اندیشی کودکانه ای می‌کشد و پس از مدتی به آنجا می‌رسند که برای هر مسئله، از پیش جوابی حاضر و آماده - در چند خط - داشته باشند. از اینجاست که اینان حتی وجود دانشی به نام «پسیکانالیز» را قبول ندارند؛ زیرا بر این پندارند که همهٔ مسائل را مستقیماً (و نه در آخرین تحلیل) می‌توان با محرکهای صرف مادی توضیح داد. بی شک این روش خطاست و گاه حتی انسان را به ترکستان هم نمی‌رساند؛ ولی به همین اندازه هم خطاست روش کسانی که در تحلیل مسائل انسانی– اجتماعی، از توجه به علل «مادی– تاریخی» خودداری می‌کنند و فی المثل تأثیر پدید آمدن مالکیت خصوصی را درمنع ازدواج با محارم و برقرار شدن خانوادهٔ پدرسالاری، مطلقاً از نظر دور می‌دارند یا به جای آن که واقعیت تاریخی یعنی آنچه واقعاً در گذشته‌های دوردست روی داده‌است، ملاک بررسیها و استنتاجهای خود قرار دهند؛ به حدس و گمان متوسل می‌شوند و استنتاجهای خودشان را بر فرضی دربارهٔ یک فرضیه بنا می‌نهند: جای شگفتی است که فروید خود در «توتم و تابو» متوجه شده‌است از آنچه داروین دربارهٔ جماعت بدوی فرض می‌کند، مطلقاً اثری در هیچ‌یک از اعصار و در تاریخ هیچ‌یک از اقوام بدست نیامده است و با این همه، این دانشمند بزرگ فرض می‌کند که فرض داروین مربوط به دورانی پیش از رواج «توتمیسم» بوده باشد و آنگاه این فرض دربارهٔ یک فرضیه را پایهٔ توضیحات خود قرار می‌دهد و مسائلی را که جز به کمک علل «مادی- تاریخی» نمی‌توان توضیح داد، بی‌توجه به آن علل و تنها براساس «نفسانیات» توضیح می‌دهد؛ حتی به ما نمی‌گوید که فرض خود را دربارهٔ آن «فرض» برچه مبنائی به دست آورده‌است. هر خوانندهٔ دقیق که عادت کرده باشد سخن بی‌دلیل از هیچ‌کس نپذیرد، در ضمن مطالعهٔ کتاب، خود متوجه این نوع ضعفها و نظایر آن خواهد شد و ما نیازی نمی‌بینیم که دراین باره، سخن را بیش از این به درازا بکشیم.
نکتهٔ دیگری که یادآوریش بی فایده نیست و آن هم از مطالعهٔ «توتم و تابو» به خوبی آشکار می‌شود، آگاهی بسیار وسیع فروید بر عادات، رسوم و معتقدات اقوام و طوایف سامی از عرب و یهود و نیز بسیاری از طوایف آفریقا و آمریکا و اروپای باستان است؛ ولی به همان اندازه که معلوماتش در این قلمرو، ژرف و بیکران است، دربارهٔ عادات و رسوم و معتقدات آریائیان ساکن آسیا (و مخصوصاً طوایف هندی و ایرانی) دایرهٔ اطلاعاتش بسیار تنگ و محدود و حتی در حکم هیچ است و این نشان می‌دهد که آن دانشمند پرکار و هوشمند به مآخذ و منابع لازم، دسترسی نداشته‌است.
با این همه، خواننده باید توجه داشته باشد که ملاحظات و انتقادات فوق، از اهمیت «توتم و تابو» چیزی نمی‌کاهد و این اثر بزرگ، نه تنها می‌تواند الهام بخش جامعه شناسان، انسان شناسان، مورخان و روانشناسان باشد و گوشه‌های تاریکی از اعصار اولیه و نیز مبدأ پاره ای از عادات و رسوم و احکام کنونی را روشن گرداند؛ بلکه به کار همگان نیز می‌آید.»